# Železniční stanice Jerušalajim

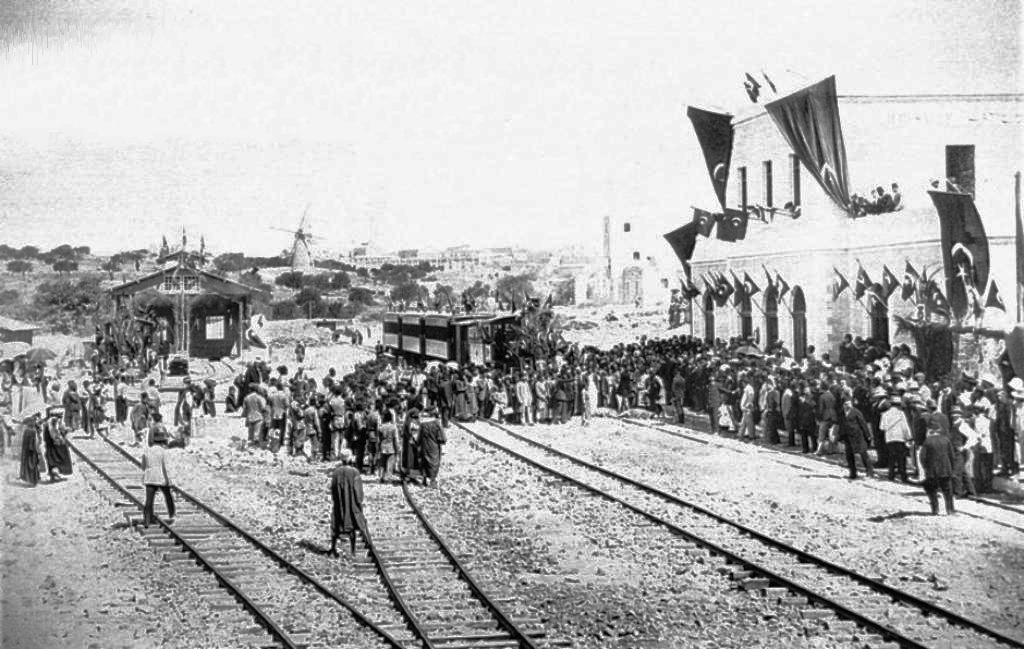
Slavnostní otevření železniční stanice roku 1892

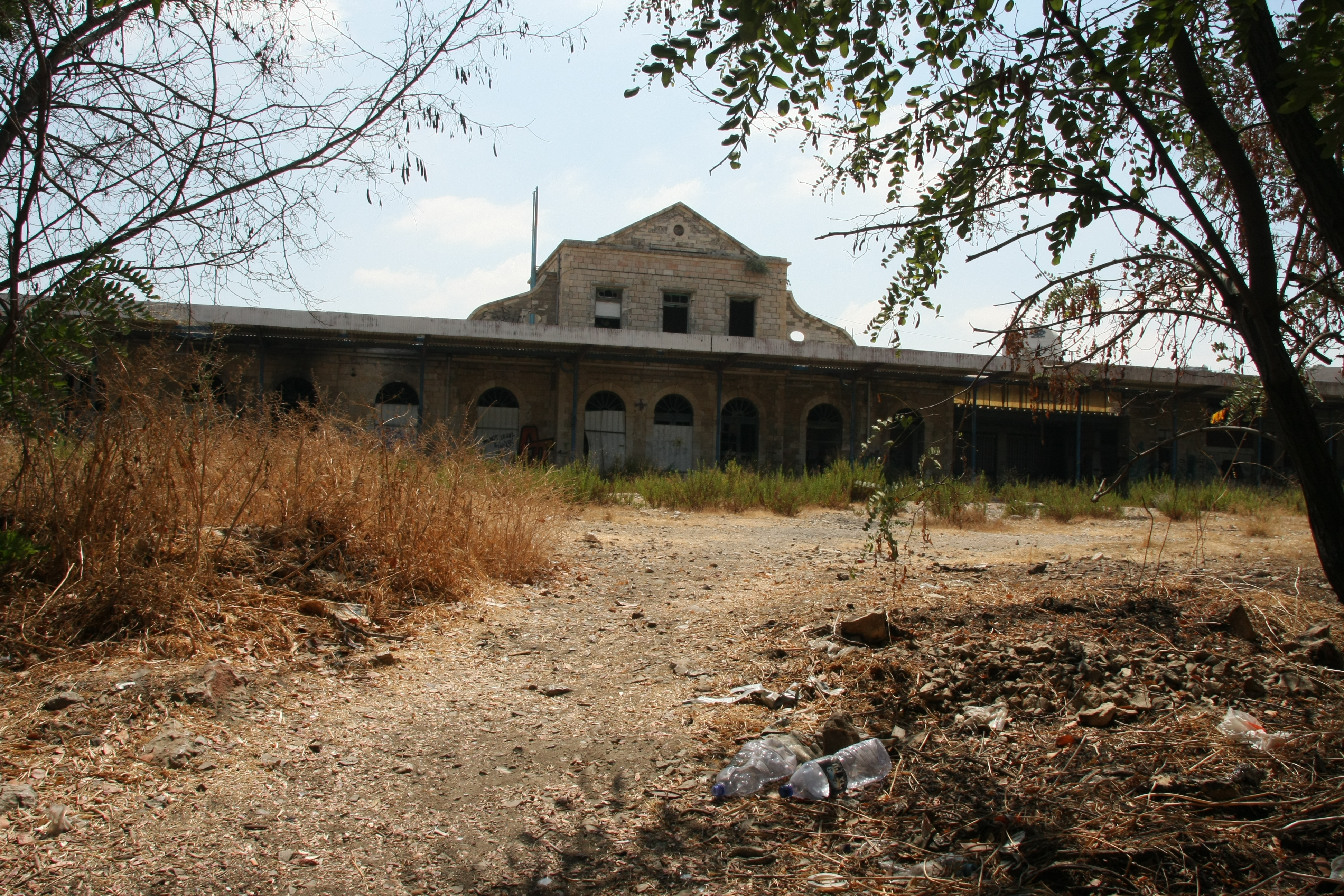
Budova železniční stanice na snímku z roku 2008 po zrušení provozu

Železniční stanice Jerušalajim (hebrejsky: תחנת הרכבת ירושלים, Tachanat ha-rakevet Jerušalajim, doslova železniční stanice Jeruzalém) je bývalá železniční stanice na železniční trati Tel Aviv-Jeruzalém v Izraeli.
Leží v Jeruzalémě, v nadmořské výšce cca 750 metrů. Je situována do centrální části Jeruzaléma, cca 1,5 kilometru od centra města, na pomezí čtvrtí Talbija, ha-Mošava ha-Germanit a Abu Tor. Dopravně je napojena na ulice Derech Chevron a David Remez. Poblíž se nachází divadlo Chan (stanice byla podle divadla nazývána též železniční stanicí Chan, תחנת הרכבת החאן, Tachanat ha-rakevet ha-Chan). Jihozápadně odtud se do plochého terénu začíná zařezávat údolí Nachal Refa'im.
Byla otevřena roku 1892, kdy byla dokončena trať do Jeruzaléma. V roce 1998 byl provoz na trati ukončen a započala dlouhá rekonstrukce. V obnoveném provozu byla trať otevřena roku 2005. Tato historická železniční stanice v centru města už ale nebyla znovu zprovozněna. Místo ní se novou konečnou stanicí tratě stala železniční stanice Jerušalajim Malcha. Budova nádraží ovšem byla zachována a plánuje se její kulturní a veřejné využití.